# Olimpíada d'escacs de 2008
L'olimpíada d'escacs de 2008 fou la 38a edició oficial de les Olimpíades d'escacs, torneig d'escacs organitzat per la Federació Internacional d'Escacs. Comprengué tant una competició absoluta com una d'específica per a dones, així com diversos altres esdeveniments dirigits a la promoció dels escacs. Se celebrà entre el 12 i el 25 de novembre de 2008 a Dresden, Alemanya. Al torneig obert s'hi inscrigueren 146 equips, i 111 al torneig femení. En total, hi havia inscrits 1277 escaquistes.
Les dues seccions del torneig foren arbitrades per l'Àrbitre Internacional Ignatius Leong (de Singapur). A diferència de les Olimpíades recents, el nombre de rondes del suís es va reduir de 13 a 11, amb emparellaments accelerats. Per primer cop el torneig femení es va jugar a quatre taulers, com el masculí, amb la possibilitat d'alternar una jugadora (els equips en tenen un total de cinc). Una altra novetat fou que la classificació final es determinava per punts per matx, i no per punts per partida. En cas d'empat, es desempataria per: 1. Sonneborn-Berger reduït; 2. Suma reduïda dels punts per matx; 3. Punts per partida.
El control de temps per cada partida donava a cada jugador 90 minuts pels primers 40 moviments, i 30 minuts per la resta de la partida, amb 30 segons d'increment addicional després de cada moviment, començant des del primer. Com a nova regla, no es permetien les taules per mutu acord abans de completar les primeres 30 jugades. Hi va haver algunes partides que foren taules abans de la 16a jugada, formalment per repetició, cosa que no estava formalment prohibida. A més a més, els jugadors que no estiguessin al tauler al començament de la ronda automàticament perdien la partida. Aquesta regla es va implementar per analogia amb altres esdeveniments esportius.

## Torneig obert

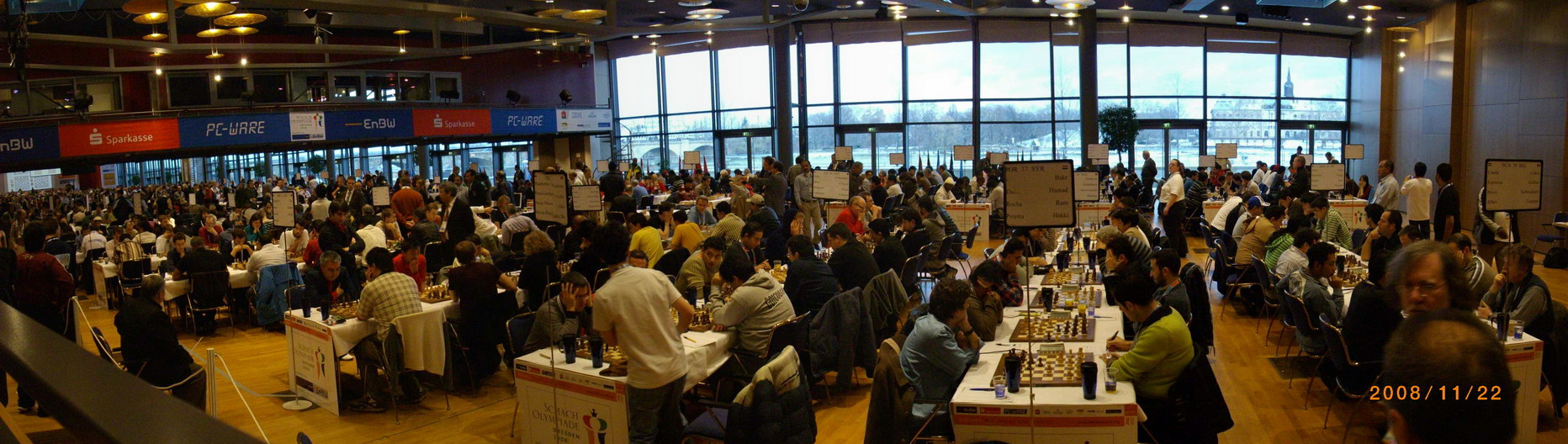
Escenari de l'olimpíada

Al torneig obert hi participaren 146 equips representant 141 països. Alemanya, com a país amfitrió, hi participava amb tres equips, i també hi participaven amb un equip cadascú l'Associació Internacional d'Escacs en Braille (IBCA), l'Associació Internacional d'Escacs per Disminuïts Físics (IPCA), i el Comitè Internacional d'escacs per Sords (ICSC). El Marroc havia de participar, però no va aparèixer al matx de primera ronda, i fou desqualificat.
L'equip defensor del títol, Armènia, de nou liderat per Levon Aronian, va aconseguir el seu segon títol consecutiu. Malgrat que partia només en el vuitè lloc del rànquing, va guanyar nou matxs d'onze, empatà contra els quarts (Ucraïna) i va perdre només (1½-2½) contra els segons (Israel), capitanejats per Borís Guélfand. L'equip israelià acabà un punt per darrere d'Armènia. Els Estats Units, liderants per Gata Kamsky, assoliren la medalla de bronze en tenir millor desempat que Vasyl Ivanchuk i la resta de l'equip ucraïnès després de vèncer Ucraïna (3½-½) a la darrera ronda.
Un altre cop l'equip rus, capitanejat per Vladímir Kràmnik era el favorit a priori, però va acabar en una decebedora cinquena plaça. Kramnik, que havia perdut recentment el matx pel campionat del món, va puntuar ben per sota del seu nivell, igualment com la resta de l'equip, llevat de Dmitri Iakovenko que va guanyar la medalla d'or al millor tauler suplent.
Probablement la gran sorpresa del torneig fou el Vietnam, preclassificat al lloc 30, però que va aconseguir ésser finalment novè, ajudat en certa manera pel sistema de torneig, que li va permetre de tenir alguns rivals fluixos, tot i que també va aconseguir empatar 2-2 amb la Xina. Els alemanys acabaren 13ns, mentre que l'Índia, sense el campió del món Viswanathan Anand, es va haver de conformar amb la 16a plaça.
| #  | País            | Jugadors                                                                             | Ràting mitjà | MP | dSB   |
| -- | --------------- | ------------------------------------------------------------------------------------ | ------------ | -- | ----- |
| 1  | Armènia         | Aronian, Akopian, Sargissian, Petrosian, Minasian                                    | 2677         | 19 |       |
| 2  | Israel          | Gelfand, Roiz, Avrukh, Postny, Rodshtein                                             | 2682         | 18 |       |
| 3  | Estats Units    | Kamsky, Nakamura, Onischuk, Shulman, Akobian                                         | 2673         | 17 | 362.0 |
| 4  | Ucraïna         | Ivanchuk, Karjakin, Eljanov, Efimenko, Volokitin                                     | 2729         | 17 | 348.5 |
| 5  | Rússia          | Kramnik, Svidler, Grischuk, Morozevich, Yakovenko                                    | 2756         | 16 | 375.0 |
| 6  | Azerbaidjan     | Radjabov, Mamedyarov, Gashimov, Guseinov, Mamedov                                    | 2709         | 16 | 359.5 |
| 7  | R.P. de la Xina | Wang Yue, Bu Xiangzhi, Ni Hua, Wang Hao, Li Chao                                     | 2714         | 16 | 357.5 |
| 8  | Hongria         | Lékó, Polgár, Almási, Balogh, Berkes                                                 | 2692         | 16 | 341.5 |
| 9  | Vietnam         | Nguyen Ngoc Truong Son, Lê Quang Liêm, Dao Thien Hai, Nguyen Van Huy, Tu Hoang Thong | 2539         | 16 | 340.0 |
| 10 | Espanya         | Shirov, Vallejo Pons, Illescas Córdoba, Khamrakulov, San Segundo Carrillo            | 2644         | 16 | 337.5 |
| #   | País                     | Ràting mitjà | MP | dSB   | dSMP |
| --- | ------------------------ | ------------ | -- | ----- | ---- |
| 11  | Geòrgia                  | 2618         | 16 | 321.0 |      |
| 12  | Països Baixos            | 2609         | 15 | 343.0 |      |
| 13  | Alemanya                 | 2647         | 15 | 339.0 |      |
| 14  | Bulgària                 | 2691         | 15 | 327.5 |      |
| 15  | Anglaterra               | 2629         | 15 | 320.0 |      |
| 16  | Índia                    | 2634         | 15 | 310.0 |      |
| 17  | Eslovènia                | 2583         | 15 | 288.0 |      |
| 18  | Belarús                  | 2602         | 14 | 307.0 |      |
| 19  | Romania                  | 2631         | 14 | 306.5 |      |
| 20  | Sèrbia                   | 2604         | 14 | 302.0 |      |
| 21  | Noruega                  | 2611         | 14 | 300.0 |      |
| 22  | França                   | 2690         | 14 | 295.0 |      |
| 23  | Cuba                     | 2626         | 14 | 294.5 |      |
| 24  | Grècia                   | 2585         | 14 | 292.5 |      |
| 25  | Suècia                   | 2576         | 14 | 286.0 |      |
| 26  | Montenegro               | 2522         | 14 | 279.0 |      |
| 27  | Croàcia                  | 2588         | 14 | 275.5 |      |
| 28  | Canadà                   | 2500         | 14 | 272.5 |      |
| 29  | Polònia                  | 2609         | 13 | 301.0 |      |
| 30  | Bòsnia i Hercegovina     | 2577         | 13 | 294.0 |      |
| 31  | Eslovàquia               | 2587         | 13 | 290.0 |      |
| 32  | Finlàndia                | 2491         | 13 | 287.5 |      |
| 33  | Estònia                  | 2495         | 13 | 282.0 |      |
| 34  | Lituània                 | 2548         | 13 | 278.0 |      |
| 35  | Alemanya "C"             | 2506         | 13 | 276.5 | 122  |
| 36  | Turquia                  | 2496         | 13 | 276.5 | 121  |
| 37  | Kazakhstan               | 2555         | 13 | 272.5 |      |
| 38  | Txèquia                  | 2611         | 13 | 270.5 |      |
| 39  | Dinamarca                | 2566         | 13 | 268.5 |      |
| 40  | Iran                     | 2524         | 13 | 265.0 |      |
| 41  | Itàlia                   | 2521         | 13 | 261.0 |      |
| 42  | Alemanya "B"             | 2523         | 13 | 259.0 |      |
| 43  | Moldàvia                 | 2585         | 13 | 258.5 |      |
| 44  | Letònia                  | 2522         | 13 | 257.5 |      |
| 45  | Àustria                  | 2486         | 13 | 252.5 |      |
| 46  | Filipines                | 2526         | 13 | 250.0 |      |
| 47  | Bangladesh               | 2486         | 13 | 249.0 |      |
| 48  | Paraguai                 | 2415         | 13 | 220.5 |      |
| 49  | Colòmbia                 | 2459         | 12 | 257.0 |      |
| 50  | Uzbekistan               | 2557         | 12 | 256.5 |      |
| 51  | Suïssa                   | 2541         | 12 | 251.0 |      |
| 52  | Indonèsia                | 2387         | 12 | 249.5 |      |
| 53  | Escòcia                  | 2512         | 12 | 249.0 |      |
| 54  | Brasil                   | 2460         | 12 | 240.0 |      |
| 55  | Portugal                 | 2441         | 12 | 237.5 |      |
| 56  | Egipte                   | 2497         | 12 | 232.0 |      |
| 57  | Austràlia                | 2488         | 12 | 222.5 |      |
| 58  | Sud-àfrica               | 2315         | 12 | 220.5 |      |
| 59  | Macedònia del Nord       | 2525         | 12 | 220.0 |      |
| 60  | Irlanda                  | 2452         | 12 | 218.5 |      |
| 61  | Illes Fèroe              | 2364         | 12 | 213.5 |      |
| 62  | Singapur                 | 2352         | 12 | 210.5 |      |
| 63  | Emirats Àrabs Units      | 2332         | 12 | 191.0 |      |
| 64  | Islàndia                 | 2420         | 11 | 246.0 |      |
| 65  | Pakistan                 | 2031         | 11 | 234.5 |      |
| 66  | Qatar                    | 2400         | 11 | 225.5 |      |
| 67  | Veneçuela                | 2444         | 11 | 224.5 |      |
| 68  | Costa Rica               | 2403         | 11 | 223.5 |      |
| 69  | Argentina                | 2572         | 11 | 221.5 |      |
| 70  | Bèlgica                  | 2395         | 11 | 215.5 |      |
| 71  | Tadjikistan              | 2358         | 11 | 207.0 |      |
| 72  | Equador                  | 2408         | 11 | 206.0 |      |
| 73  | Mongòlia                 | 2372         | 11 | 188.5 |      |
| 74  | Mèxic                    | 2423         | 11 | 188.0 |      |
| 75  | Luxemburg                | 2286         | 11 | 177.5 |      |
| 76  | Jordània                 | 2288         | 11 | 175.5 |      |
| 77  | Japó                     | 2206         | 11 | 174.5 |      |
| 78  | El Salvador              | 2300         | 11 | 173.5 |      |
| 79  | ICSC                     | 2305         | 11 | 166.5 |      |
| 80  | Jamaica                  | 2217         | 11 | 165.0 |      |
| 81  | Gal·les                  | 2263         | 11 | 158.0 |      |
| 82  | Kirguizstan              | 2337         | 10 | 222.5 |      |
| 83  | Turkmenistan             | 2355         | 10 | 200.5 |      |
| 84  | Síria                    | 2312         | 10 | 192.5 |      |
| 85  | Iraq                     | 2290         | 10 | 188.5 |      |
| 86  | Bolívia                  | 2313         | 10 | 183.5 |      |
| 87  | Guatemala                | 2263         | 10 | 182.5 |      |
| 88  | IPCA                     | 2358         | 10 | 178.5 |      |
| 89  | Algèria                  | 2340         | 10 | 174.0 |      |
| 90  | República Dominicana     | 2358         | 10 | 167.5 |      |
| 91  | IBCA                     | 2318         | 10 | 166.0 |      |
| 92  | Albània                  | 2102         | 10 | 162.5 |      |
| 93  | Panamà                   | 2206         | 10 | 161.0 |      |
| 94  | Sri Lanka                | 2169         | 10 | 160.0 |      |
| 95  | Puerto Rico              | 2228         | 10 | 159.0 |      |
| 96  | Malàisia                 | 2362         | 10 | 157.5 |      |
| 97  | Nova Zelanda             | 2370         | 10 | 152.0 |      |
| 98  | Angola                   | 2231         | 10 | 151.5 |      |
| 99  | Líban                    | 2312         | 10 | 150.5 |      |
| 100 | Tailàndia                | 2272         | 10 | 140.5 |      |
| 101 | Palestina                | 2306         | 9  | 177.5 |      |
| 102 | Nigèria                  | 1988         | 9  | 174.0 |      |
| 103 | Botswana                 | 2185         | 9  | 173.0 |      |
| 104 | Mònaco                   | 2275         | 9  | 171.0 |      |
| 105 | Tunísia                  | 2310         | 9  | 163.5 |      |
| 106 | Iemen                    | 2332         | 9  | 163.5 |      |
| 107 | Afganistan               | 2095         | 9  | 152.0 |      |
| 108 | Nepal                    | 2022         | 9  | 148.0 |      |
| 109 | Corea del Sud            | 2068         | 9  | 146.5 |      |
| 110 | Andorra                  | 2256         | 9  | 144.0 |      |
| 111 | Libya                    | 2145         | 9  | 141.0 |      |
| 112 | Antilles Neerlandeses    | 2168         | 9  | 135.5 |      |
| 113 | Malta                    | 2177         | 9  | 134.0 |      |
| 114 | Uruguai                  | 2287         | 9  | 130.5 |      |
| 115 | Jersey                   | 1742         | 9  | 127.0 |      |
| 116 | Nicaragua                | 2238         | 9  | 120.0 |      |
| 117 | Zàmbia                   | 2082         | 8  | 140.5 |      |
| 118 | Barbados                 | 2142         | 8  | 136.0 |      |
| 119 | Moçambic                 | 1775         | 8  | 132.0 |      |
| 120 | Uganda                   | 2175         | 8  | 126.0 |      |
| 121 | San Marino               | 1907         | 8  | 124.5 |      |
| 122 | Xipre                    | 2144         | 8  | 120.0 |      |
| 123 | Namíbia                  | 1937         | 8  | 116.5 |      |
| 124 | Ethiopia                 | 1769         | 8  | 108.0 |      |
| 125 | Trinitat i Tobago        | 2173         | 8  | 106.5 |      |
| 126 | Guernsey                 | 2055         | 8  | 97.0  |      |
| 127 | Illes Verges Britàniques | 1952         | 8  | 95.5  |      |
| 128 | Hondures                 | 1968         | 7  | 129.0 |      |
| 129 | Mauritània               | 2139         | 7  | 116.0 |      |
| 130 | Surinam                  | 2141         | 7  | 110.0 |      |
| 131 | Kenya                    | 2164         | 7  | 109.0 |      |
| 132 | Hong Kong                | 2023         | 7  | 106.0 |      |
| 133 | Papua Nova Guinea        | 1896         | 7  | 94.5  |      |
| 134 | Macau                    | 2020         | 7  | 94.0  |      |
| 135 | Aruba                    | 2034         | 7  | 92.0  |      |
| 136 | Xina Taipei              | 1846         | 7  | 85.0  |      |
| 137 | Bermudes                 | 1978         | 7  | 81.0  |      |
| 138 | Malawi                   | 1400         | 6  | 116.5 |      |
| 139 | Liechtenstein            | 2086         | 6  | 88.0  |      |
| 140 | Ghana                    | 1400         | 6  | 77.0  |      |
| 141 | Illes Verges Americanes  | 1400         | 6  | 43.0  |      |
| 142 | Gabon                    | 1400         | 5  | 87.0  |      |
| 143 | Fiji                     | 1923         | 5  | 73.0  |      |
| 144 | Seychelles               | 1710         | 5  | 68.5  |      |
| 145 | Madagascar               | 1400         | 4  |       |      |
| 146 | Ruanda                   | 1608         | 3  |       |      |

### Premis per grup
A més a més de les medalles absolutes, es donaren premis als millors equips en cinc diferents grups de preclassificació, als equips que varen fer una millor actuació tenint en compte el seu rànquing inicial. Els equips guanyadors de medalles absolutes no podien optar a aquests premis
| Grup | Preclassific. inicial | Equip     | MP | dSB   |
| ---- | --------------------- | --------- | -- | ----- |
| A    | 1-29                  | Ucraïna   | 17 | 348.5 |
| B    | 30-58                 | Vietnam   | 16 | 340.0 |
| C    | 59-87                 | Paraguai  | 13 | 220.5 |
| D    | 88-116                | Luxemburg | 11 | 177.5 |
| E    | 117-146               | Pakistan  | 11 | 234.5 |

### Medalles individuals
Per primer cop, tots els premis per taulers es donaren d'acord amb la performance. No hi va haver un premi individual absolut, que hagués correspost a Sargissian, que al tercer tauler va fer la millor performance de tot el torneig:
- Tauler 1:  Péter Lékó 2834
- Tauler 2:  Vladímir Akopian 2813
- Tauler 3:  Gabriel Sargissian 2869
- Tauler 4:  Dragisa Blagojevic 2792
- Suplent:  Dmitri Iakovenko 2794

## Torneig femení
Al torneig femení hi participaren 111 equips, en representació de 106 països. Alemanya, com a organitzadora, va presentar tres equips, mentre que l'Associació Internacional d'Escacs en Braille (IBCA), l'Associació Internacional d'Escacs per Disminuïts Físics (IPCA), i el Comitè Internacional d'escacs per Sords (ICSC) hi varen presentar un equip cadascuna.
Geòrgia va guanyar el seu quart títol, 12 anys després del tercer, derrotant ajustadament Ucraïna als tie breaks. Els dos equips no es van creuar durant el torneig, però quan les ucraïneses només van empatar el seu penúltim matx contra Sèrbia mentre les georgianes derrotaven les vigents campiones, la Xina (2½-1½), l'or es va començar a perfilar per a Geòrgia. A la darrera ronda varen guanyar (3-1) contra les sèrbies, que varen tenir un paper crucial en la lluita pel títol, a despit de quedar elles mateixes en setena posició. L'equip georgià estava liderat per l'excampiona del món, de 47 anys, Maia Txiburdanidze, que va assolir una performance espectacular, i va guanyar el premi a la millor performance del torneig.
Els Estats Units varen aconseguir el bronze al desempat, just per davant de Rússia (amb l'acabada de coronar campiona del món Aleksandra Kosteniuk) i Polònia. Les alemanyes acabaren al lloc 21è.
| #  | País            | Jugadores                                                            | Ràting mitjà | MP | dSB   |
| -- | --------------- | -------------------------------------------------------------------- | ------------ | -- | ----- |
| 1  | Geòrgia         | Txiburdanidze, Dzagnidze, Javakhishvili, Lomineishvili, Khukhashvili | 2476         | 18 | 411.5 |
| 2  | Ucraïna         | Lahno, Zhukova, Ushenina, Gaponenko, Zdebskaya                       | 2486         | 18 | 406.5 |
| 3  | Estats Units    | Krush, Zatonskih, Goletiani, Rohonyan, Abrahamyan                    | 2396         | 17 | 390.5 |
| 4  | Rússia          | Kosteniuk, T. Kosintseva, N. Kosintseva, Korbut, Pogonina            | 2495         | 17 | 367.0 |
| 5  | Polònia         | Soćko, Rajlich, Zawadzka, Majdan, Przeździecka                       | 2386         | 17 | 364.5 |
| 6  | Armènia         | Danielian, Mkertxian, Aginian, Galojan, Andriasian                   | 2397         | 16 | 353.0 |
| 7  | Sèrbia          | Marić, Bojković, Stojanović, Chelushkina, Benderać                   | 2386         | 16 | 318.5 |
| 8  | R.P. de la Xina | Hou Yifan, Zhao Xue, Shen Yang, Ju Wenjun, Tan Zhongyi               | 2486         | 15 | 392.5 |
| 9  | Israel          | Klinova, Borsuk, Igla, Vasiliev, Efroimski                           | 2304         | 15 | 325.0 |
| 10 | Belarús         | Sharevich, Popova, Azarova, Berlin, Klimets                          | 2278         | 15 | 317.5 |
| #   | País                 | Ràting mitjà | MP | dSB   | dSMP |
| --- | -------------------- | ------------ | -- | ----- | ---- |
| 11  | Romania              | 2348         | 15 | 306.5 |      |
| 12  | Itàlia               | 2245         | 15 | 280.0 |      |
| 13  | França               | 2427         | 14 | 336.5 |      |
| 14  | Hongria              | 2389         | 14 | 321.0 |      |
| 15  | Índia                | 2388         | 14 | 320.5 |      |
| 16  | Eslovàquia           | 2348         | 14 | 299.5 |      |
| 17  | Mongòlia             | 2161         | 14 | 289.0 |      |
| 18  | Països Baixos        | 2323         | 14 | 286.0 |      |
| 19  | Bulgària             | 2375         | 14 | 282.0 |      |
| 20  | Croàcia              | 2259         | 14 | 281.5 |      |
| 21  | Alemanya             | 2379         | 14 | 279.0 |      |
| 22  | Uzbekistan           | 2181         | 14 | 267.0 |      |
| 23  | Espanya              | 2296         | 14 | 266.5 |      |
| 24  | Grècia               | 2317         | 13 | 307.5 |      |
| 25  | Cuba                 | 2289         | 13 | 288.0 |      |
| 26  | Vietnam              | 2292         | 13 | 272.5 |      |
| 27  | Àustria              | 2231         | 13 | 269.5 |      |
| 28  | Letònia              | 2264         | 13 | 266.5 |      |
| 29  | Argentina            | 2260         | 13 | 262.0 |      |
| 30  | Turquia              | 2184         | 13 | 249.5 |      |
| 31  | Azerbaidjan          | 2261         | 13 | 246.5 |      |
| 32  | Estònia              | 2174         | 13 | 245.5 |      |
| 33  | Moldàvia             | 2246         | 13 | 238.0 |      |
| 34  | Alemanya "B"         | 2159         | 13 | 236.0 |      |
| 35  | Montenegro           | 2242         | 13 | 227.5 |      |
| 36  | Txèquia              | 2321         | 12 | 270.0 |      |
| 37  | Eslovènia            | 2359         | 12 | 260.0 |      |
| 38  | Suècia               | 2317         | 12 | 258.5 |      |
| 39  | Iran                 | 2194         | 12 | 258.0 |      |
| 40  | Suïssa               | 2210         | 12 | 257.5 |      |
| 41  | Colòmbia             | 2179         | 12 | 255.5 |      |
| 42  | Indonèsia            | 2021         | 12 | 237.5 |      |
| 43  | Filipines            | 2134         | 12 | 232.0 |      |
| 44  | Luxemburg            | 2185         | 12 | 227.5 |      |
| 45  | Kazakhstan           | 2240         | 12 | 226.5 |      |
| 46  | Portugal             | 2145         | 12 | 218.0 |      |
| 47  | Alemanya "C"         | 2142         | 12 | 208.5 |      |
| 48  | Brasil               | 2077         | 12 | 196.0 |      |
| 49  | Kirguizstan          | 2093         | 12 | 182.0 |      |
| 50  | Anglaterra           | 2248         | 11 | 250.0 |      |
| 51  | Lituània             | 2294         | 11 | 239.0 |      |
| 52  | Equador              | 2223         | 11 | 230.0 |      |
| 53  | Noruega              | 2193         | 11 | 224.0 |      |
| 54  | Finlàndia            | 2014         | 11 | 205.0 |      |
| 55  | República Dominicana | 2022         | 11 | 200.5 |      |
| 56  | Escòcia              | 1986         | 11 | 199.5 |      |
| 57  | Sud-àfrica           | 1938         | 11 | 198.0 |      |
| 58  | Turkmenistan         | 2063         | 11 | 194.5 |      |
| 59  | Bòsnia i Hercegovina | 2110         | 11 | 193.0 |      |
| 60  | Islàndia             | 2029         | 11 | 191.0 |      |
| 61  | IPCA                 | 2018         | 11 | 180.0 |      |
| 62  | Nova Zelanda         | 1912         | 11 | 174.5 |      |
| 63  | Austràlia            | 2122         | 10 | 209.0 |      |
| 64  | El Salvador          | 2098         | 10 | 199.5 |      |
| 65  | Canadà               | 2124         | 10 | 190.0 |      |
| 66  | Mèxic                | 2106         | 10 | 184.0 |      |
| 67  | Veneçuela            | 2108         | 10 | 178.0 |      |
| 68  | Guatemala            | 1920         | 10 | 176.0 |      |
| 69  | IBCA                 | 2035         | 10 | 168.0 |      |
| 70  | Dinamarca            | 2098         | 10 | 163.5 |      |
| 71  | Bolívia              | 1978         | 10 | 162.0 |      |
| 72  | ICSC                 | 2130         | 10 | 161.0 |      |
| 73  | Algèria              | 1936         | 10 | 158.0 |      |
| 74  | Bangladesh           | 2093         | 10 | 156.0 |      |
| 75  | Tadjikistan          | 1767         | 10 | 155.0 | 104  |
| 76  | Síria                | 1808         | 10 | 155.0 | 96   |
| 77  | Albània              | 2004         | 10 | 151.0 |      |
| 78  | Sri Lanka            | 1850         | 9  | 169.5 |      |
| 79  | Gal·les              | 1891         | 9  | 145.0 |      |
| 80  | Uruguai              | 1882         | 9  | 140.0 | 107  |
| 81  | Puerto Rico          | 1870         | 9  | 140.0 | 103  |
| 82  | Líban                | 1802         | 9  | 139.0 |      |
| 83  | Costa Rica           | 1861         | 9  | 129.0 |      |
| 84  | Paraguai             | 1725         | 9  | 127.0 |      |
| 85  | Qatar                | 1656         | 9  | 121.0 |      |
| 86  | Xina Taipei          | 1556         | 9  | 118.5 |      |
| 87  | Iraq                 | 1706         | 9  | 117.5 |      |
| 88  | Egipte               | 1842         | 8  | 142.0 |      |
| 89  | Emirats Àrabs Units  | 1805         | 8  | 129.0 |      |
| 90  | Angola               | 1506         | 8  | 124.0 |      |
| 91  | Tunísia              | 1490         | 8  | 119.0 |      |
| 92  | Iemen                | 1400         | 8  | 114.5 |      |
| 93  | Botswana             | 1529         | 8  | 113.5 |      |
| 94  | Irlanda              | 1534         | 8  | 90.5  |      |
| 95  | Barbados             | 1400         | 8  | 81.0  |      |
| 96  | Japó                 | 1621         | 7  | 119.5 |      |
| 97  | Nigèria              | 1400         | 7  | 111.0 |      |
| 98  | Hondures             | 1400         | 7  | 106.0 |      |
| 99  | Surinam              | 1498         | 7  | 105.0 |      |
| 100 | Malta                | 1731         | 7  | 101.5 |      |
| 101 | Libya                | 1400         | 7  | 92.5  |      |
| 102 | Pakistan             | 1400         | 7  | 90.0  |      |
| 103 | Panamà               | 1641         | 7  | 82.5  |      |
| 104 | Macau                | 1554         | 7  | 79.5  |      |
| 105 | Fiji                 | 1551         | 7  | 74.5  |      |
| 106 | Corea del Sud        | 1469         | 7  | 66.5  |      |
| 107 | Trinitat i Tobago    | 1667         | 7  | 58.0  |      |
| 108 | Aruba                | 1400         | 6  |       |      |
| 109 | Kenya                | 1400         | 5  |       |      |
| 110 | Seychelles           | 1400         | 3  |       |      |
| 111 | Afganistan           | 1400         | 1  |       |      |

### Medalles individuals
Per primer cop, tots els premis per taulers es donaren d'acord amb la performance. No hi va haver un premi individual absolut, que hagués correspost a una renascuda excampiona del món, Txiburdanidze, que al primer tauler va fer la millor performance de tot el torneig:
- Tauler 1:  Maia Txiburdanidze 2715
- Tauler 2:  Anna Zatonskih 2571
- Tauler 3:  Nadejda Kossíntseva 2591
- Tauler 4:  Joanna Majdan 2621
- Suplent:  Natalia Zdebskaya 2528

## Títol absolut
El Trofeu Nona Gaprindaixvili es dona al país que hagi fet el nombre més alt de punts de matx entre el torneig absolut i el femení combinats. En cas d'empat entre dos o més països, el desempat es feu de la mateixa manera que en els dos torneigs per separat.
El trofeu, que rep el seu nom de l'excampiona del món femenina (1961–78), fou creat per la FIDE el 1997.
| # | Equip        | MP | dSB   |
| - | ------------ | -- | ----- |
| 1 | Ucraïna      | 35 | 755.0 |
| 2 | Armènia      | 35 | 753.5 |
| 3 | Estats Units | 34 |       |